# Salminus brasiliensis
O dourado (Salminus brasiliensis; antigamente Salminus maxillosus, também chamado de piraju, pirajuba e saijé) é um peixe dos rios do Brasil e outros países da América do Sul. Ocorre na Bacia do Prata, na bacia do Rio Magdalena e nos rios do Peru da bacia do rio Amazonas. 
Muito apreciado pelos pescadores esportivos, é lendário por sua bravura e resistência uma vez fisgado. Se o salmão é frequentemente citado como o alvo mais cobiçado da pescaria esportiva no hemisfério norte, na América do Sul impera o dourado. Aliás, o dourado, como indica seu nome científico (salminus = pequeno salmão), ocupa o mesmo nicho ecológico de trutas e salmões mesmo sendo de outra ordem (Characiformes), a qual fazem parte a piranha, o lambari, o tambaqui, o pacu, a traíra e o néon.  O dourado, também chamado de pirajú e tigre de rio (por causa das listras na lateral do corpo) é um dos mais conhecidos predadores do rio Paraná. Ele está presente nas regiões Sul, Sudeste e Centro-oeste do Brasil, principalmente no Rio Doce, Rio Casca, Rio Paraná, Rio da Prata, Rio Paraguai e seus afluentes. Atinge grande porte, podendo alcançar 130cm de comprimento e pesar 25kg. É um peixe muito difícil de se manter no anzol, pois sua boca é muito dura, dificultando a penetração do anzol. Quando fisgado, salta para fora da água na expectativa de se livrar do anzol. Apresenta uma linda coloração amarelo ouro, com listras pretas nas laterais, as barbatanas emitem um efeito alaranjado, possui também um risco preto no meio da cauda. Tem dentes muito afiados e perigosos, são muito agressivos com outros peixes, principalmente quando estão se alimentando. Houve diversos relatos de ataques de dourado a seres humanos, inclusive um em que um garoto teve os genitais mutilados por esse peixe.
Inúmeras empresas turísticas, especialmente na Argentina, Paraguai e no Brasil, oferecem pacotes turísticos a pescadores  com o objetivo de pescar dourados na bacia do Rio Paraná.

## Etimologia
"Dourado" e "doirado" são referências a sua cor dourada tendente ao vermelho. "Piraju" e "pirajuba" se originaram do tupi antigo piraîuba, que significa "peixe amarelo" (pirá, peixe + îuba, amarelo).

## Sinonímia
Salminus brasiliensis = Salminus maxillosus = Salminus affinis = Salminus franciscanus

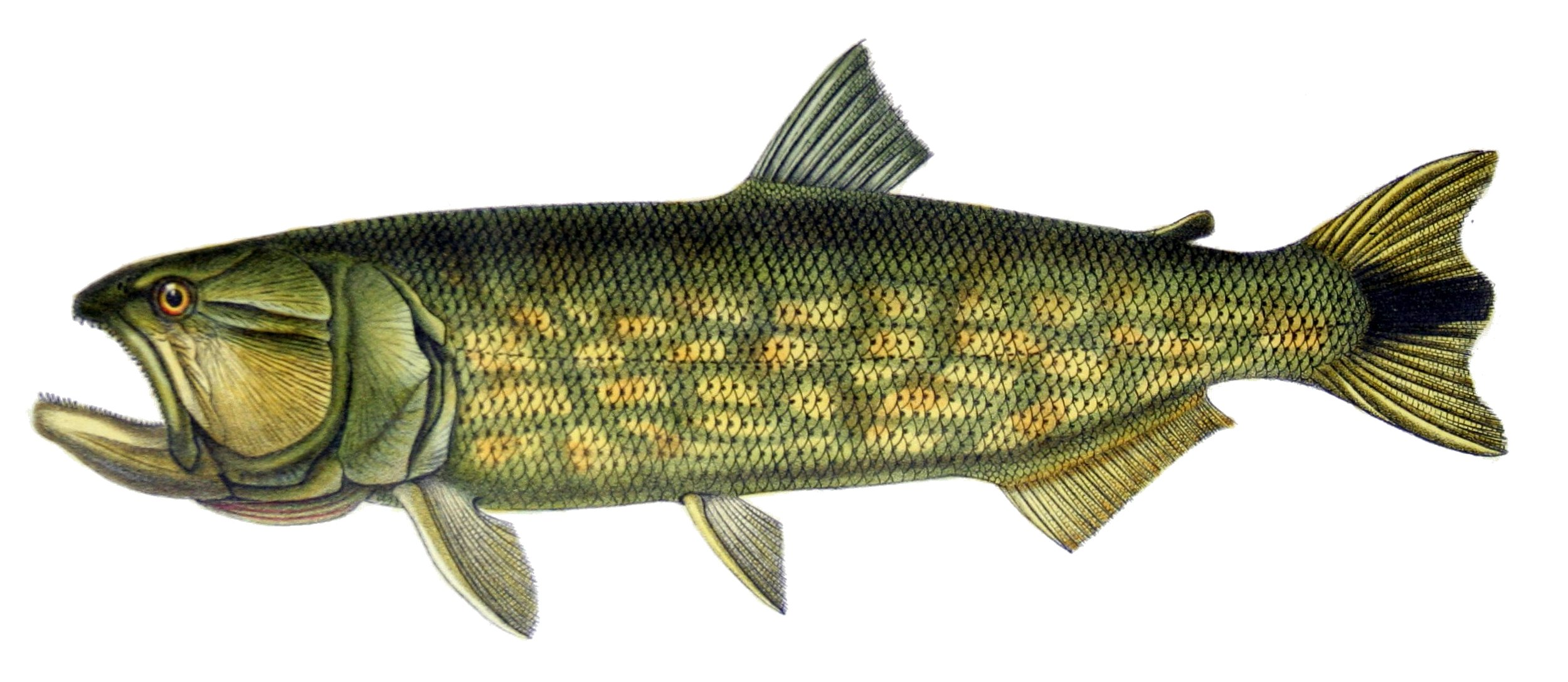
Um dourado.

O nome Salminus brasiliensis é o mais encontrado na bibliografia, mas outros sinônimos são usados. O primeiro nome científico do dourado foi Hydrocynus brasiliensis, sendo identificado com o African Tigerfish (peixe-tigre africano), mas em seguida foi reclassificado a Salminus maxillosus, atualmente Salminus brasiliensis.

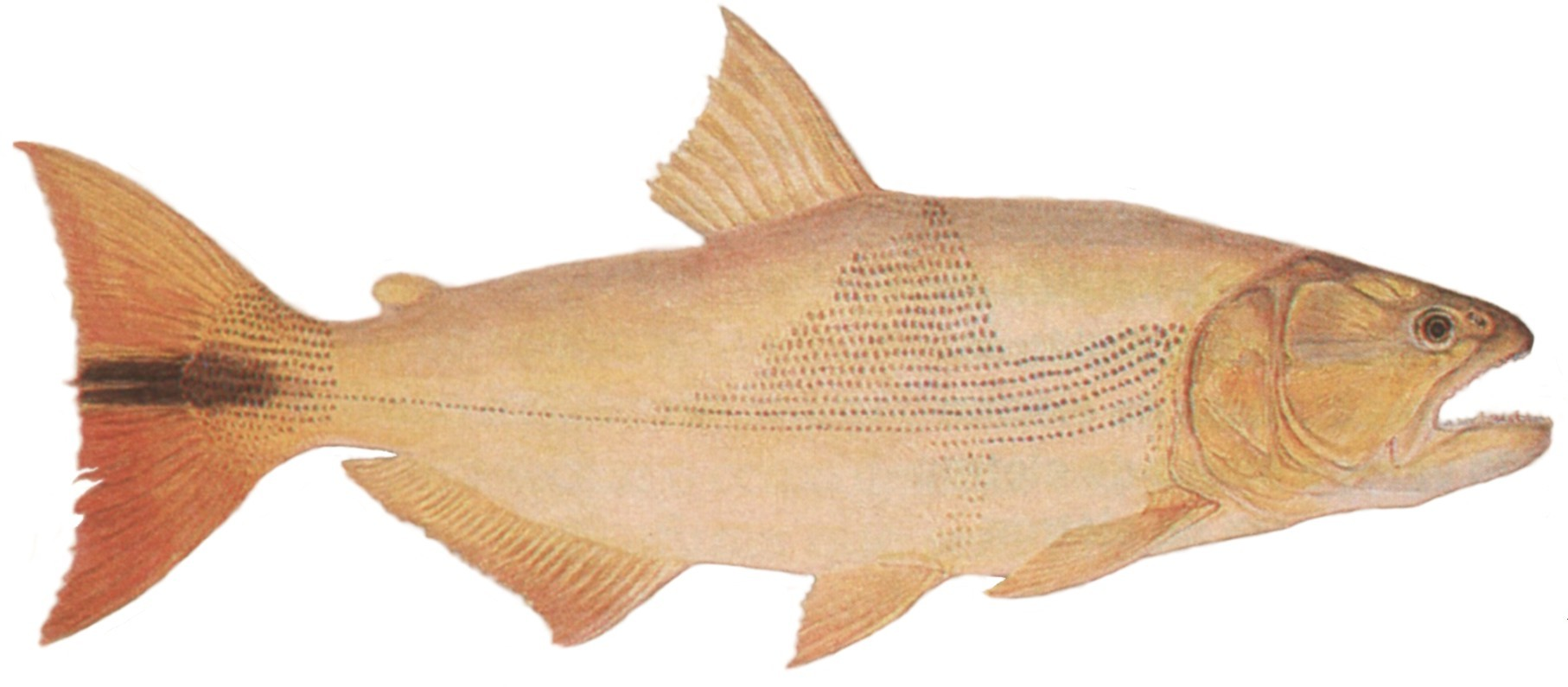
Desenho de Salminus brasiliensis por Johann Natterer por volta de 1830

Inicialmente, Salminus brasiliensis referia-se apenas ao dourado da bacia do rio da Prata, quando se achava que eram espécies diferentes. Para o dourado de outras bacias hidrográficas (Bacia do São Francisco, do Rio Magdalena, do Rio Orinoco e da Bacia Amazônica), a forma usada era Salminus affinis. E na bacia do Rio São Francisco, a forma usada era Salminus franciscanus.
Outros sinônimos da espécie:
- Hydrocynus brasiliensis
- Hydrocyon brevidens
- Salminus brevidens
- Salminus cuvieri
- Salminus orbignyanus
- Salmo auratus
- Salmo vigintiseptemradiatus

## Pesca esportiva
É muito apreciado pelos pescadores esportivos. É lendário por sua bravura e resistência uma vez fisgado. Inúmeras empresas turísticas, especialmente na Argentina, Paraguai e no Brasil, oferecem pacotes turísticos a pescadores com o objetivo de pescar dourados na bacia do Rio Paraná.

## Relação Taxonômica
Pertence à ordem Characiformes, da qual fazem parte a piranha, o lambari, o tambaqui, o pacu, a traíra, o néon, a piraputanga e muitos outros peixes sul-americanos e também africanos, como os da família Alestiidae, por exemplo.

Obs: a genética molecular indica que o gênero Salminus seria próximo a Brycon.